# Live...For the Record
Live...For the Record – trzecia płyta zespołu Fear wydana w 1991 przez wytwórnię Caroline Distribution. Materiał nagrano w 1986 podczas koncertu w "KPFK Pacifica Radio" w Los Angeles.

## Lista utworów
1. "Null Detector" (L. Ving) – 1:18
2. "I Love Livin' in the City" (L. Ving) – 1:58
3. "New York's All Right" (L. Ving) – 1:59
4. "Beef Bologna" (L. Ving) – 2:31
5. "More Beer" (L. Ving) – 3:00
6. "What Are Friends For?" (J. Elliot, T. Leitch) – 2:20
7. "Welcome to the Dust Ward" (L. Ving) – 2:35
8. "I Am a Doctor" (P. Cramer, T. Leitch) – 2:21
9. "We Gotta Get Out of This Place" (B. Mann, C. Weil) – 2:49
10. "Fuck Christmas" (P. Cramer) – 1:24
11. "Responsibility" (T. Leitch) – 2:25
12. "Hey" (L. Ving) – 2:02
13. "Waiting for the Meat" (L. Ving) – 0:49
14. "Camarillo" (L. Ving, P. Cramer) – 1:17
15. "Foreign Policy" (L. Ving) – 4:49
16. "Give Me Some Action" (L. Ving) – 0:55
17. "We Destroy the Family" (L. Ving, P. Cramer) – 1:25
18. "I Don't Care About You" (L. Ving) – 2:08
19. "Let's Have a War" (L. Ving, P. Cramer) – 2:43

## Skład
- Lee Ving – śpiew, gitara
- Philo Cramer – gitara
- Lorenzo Buhne – gitara basowa
- Spit Stix – perkusja

produkcja
- Fear – producent
- Ed Rasen – nagranie